# フェルナンド・ラマス
フェルナンド・ラマス（Fernando Lamas、1915年1月9日 - 1982年10月8日）は、アルゼンチンの俳優、映画監督。

## 出演作品
- ドリーム・マーチャント／夢を売る男
- ファラ・フォーセットの スカイパニック
- 警部マクロード／マンハッタンギャング
- トレインジャック／荒野の大列車強盗
- 殺人者の影を追え
- 100挺のライフル
- ドラゴン爆破指令
- 大魔境突破
- 失われた世界（マヌエル・ゴメス）
- アマゾンの秘宝
- ローズ・マリー
- 姿なき敵
- メリイ・ウィドウ

## 監督作品
- ハーディ・ボーイズ＆ナンシー・ドルー